# Pohár vítězů pohárů 1980/1981
Sezóna 1980/81 Poháru vítězů pohárů byla 21. ročníkem tohoto poháru. Vítězem se stal tým FC Dinamo Tbilisi.

## Předkolo
| Tým #1    | Celk. | Tým #2                | 1. zápas | 2. zápas |
| --------- | ----- | --------------------- | -------- | -------- |
| Celtic FC | 7 - 2 | Diósgyőri VTK Miskolc | 6 - 0    | 1 - 2    |
| Altay SK  | 0 - 4 | SL Benfica            | 0 - 0    | 0 - 4    |

## První kolo
| Tým #1              | Celk.    | Tým #2                     | 1. zápas | 2. zápas      |
| ------------------- | -------- | -------------------------- | -------- | ------------- |
| Castilla CF         | 4 - 6    | West Ham United FC         | 3 - 1    | 1 - 5(prodl.) |
| Celtic FC           | 2 - 2(v) | FC Politehnica Timișoara   | 2 - 1    | 0 - 1         |
| Hibernians FC       | 1 - 4    | Waterford                  | 1 - 0    | 0 - 4         |
| Kastoria FC         | 0 - 2    | FC Dinamo Tbilisi          | 0 - 0    | 0 - 2         |
| CA Spora Luxembourg | 0 - 12   | AC Sparta Praha            | 0 - 6    | 0 - 6         |
| PFK Slavia Sofia    | 3 - 2    | Legia Warszawa             | 3 - 1    | 0 - 1         |
| Hvidovre IF         | 3 - 0    | Fram Reykjavík             | 1 - 0    | 2 - 0         |
| FC Ilves            | 3 - 7    | Feyenoord Rotterdam        | 1 - 3    | 2 - 4         |
| AS Roma             | 3 - 4    | Carl Zeiss Jena            | 3 - 0    | 0 - 4         |
| Valencia CF         | 5 - 3    | Monaco                     | 2 - 0    | 3 - 3         |
| FC Sion             | 1 - 3    | Haugar Haugesund           | 1 - 1    | 0 - 2         |
| Newport County      | 4 - 0    | Crusaders FC               | 4 - 0    | 0 - 0         |
| AC Omonia           | 1 - 7    | K. Waterschei SV Thor Genk | 1 - 3    | 0 - 4         |
| Fortuna Düsseldorf  | 8 - 0    | SV Austria Salzburg        | 5 - 0    | 3 - 0         |
| Malmö FF            | 1 - 0    | KF Tirana                  | 1 - 0    | 0 - 0         |
| NK Dinamo Záhřeb    | 0 - 2    | SL Benfica                 | 0 - 0    | 0 - 2         |

## Druhé kolo
| Tým #1                     | Celk. | Tým #2                   | 1. zápas | 2. zápas |
| -------------------------- | ----- | ------------------------ | -------- | -------- |
| West Ham United FC         | 4 - 1 | FC Politehnica Timișoara | 4 - 0    | 0 - 1    |
| Waterford                  | 0 - 5 | FC Dinamo Tbilisi        | 0 - 1    | 0 - 4    |
| AC Sparta Praha            | 2 - 3 | PFK Slavia Sofia         | 2 - 0    | 0 - 3    |
| Hvidovre IF                | 1 - 3 | Feyenoord Rotterdam      | 1 - 2    | 0 - 1    |
| FC Carl Zeiss Jena         | 3 - 2 | Valencia CF              | 3 - 1    | 0 - 1    |
| Haugar Haugesund           | 0 - 6 | Newport County           | 0 - 0    | 0 - 6    |
| K. Waterschei SV Thor Genk | 0 - 1 | Fortuna Düsseldorf       | 0 - 0    | 0 - 1    |
| Malmö FF                   | 1 - 2 | SL Benfica               | 1 - 0    | 0 - 2    |

## Čtvrtfinále
| Tým #1             | Celk. | Tým #2              | 1. zápas | 2. zápas |
| ------------------ | ----- | ------------------- | -------- | -------- |
| West Ham United FC | 2 - 4 | FC Dinamo Tbilisi   | 1 - 4    | 1 - 0    |
| PFK Slavia Sofia   | 3 - 6 | Feyenoord Rotterdam | 3 - 2    | 0 - 4    |
| FC Carl Zeiss Jena | 3 - 2 | Newport County      | 2 - 2    | 1 - 0    |
| Fortuna Düsseldorf | 2 - 3 | SL Benfica          | 2 - 2    | 0 - 1    |

## Semifinále
| Tým #1             | Celk. | Tým #2              | 1. zápas | 2. zápas |
| ------------------ | ----- | ------------------- | -------- | -------- |
| FC Dinamo Tbilisi  | 3 - 2 | Feyenoord Rotterdam | 3 - 0    | 0 - 2    |
| FC Carl Zeiss Jena | 2 - 1 | SL Benfica          | 2 - 0    | 0 - 1    |

## Finále
| Tým #1            | Celk. | Tým #2             |
| ----------------- | ----- | ------------------ |
| FC Dinamo Tbilisi | 2 - 1 | FC Carl Zeiss Jena |

## Vítěz
| Pohár vítězů pohárů 1980/81 FC Dinamo Tbilisi Otar Gabelia, Tengiz Sulakvelidze, Georgi Tavadze, Zaur Svanadze, Nodar Chizanišvili, Tamaz Kostava, Alexandr Čivadze, Vitaly Daraselia, David Kipiani , Vladimir Gucajev, Ramaz Šengelia, Nugzar Kakilašvili Trenér: Nodar Achalkaci |